# Abraham Robinson
Abraham Robinson (Waldenburg, 6 de octubre de 1918 - New Haven, 11 de abril de 1974) fue un matemático alemán nacionalizado estadounidense, conocido por el desarrollo del análisis no estándar, un sistema matemáticamente riguroso por el que los números infinitesimales e infinitos se reincorporaron a las matemáticas modernas. Casi la mitad de los trabajos de Robinson fueron sobre matemáticas aplicadas en lugar de sobre matemáticas puras.

## Biografía
Abraham Robinsohn nació en una familia judía con fuertes creencias sionistas, en Waldenburg, Imperio alemán, actual Wałbrzych, en Polonia. En 1933 emigró al Mandato Británico de Palestina, donde obtuvo un primer título de la Universidad Hebrea. Robinson se encontraba en Francia cuando la Alemania nazi procedió a su invasión durante la Segunda Guerra Mundial. Escapó en tren y a pie, siendo interrogado por soldados franceses por tener pasaporte alemán. Se estableció finalmente en Londres y se unió a las Fuerzas Aéreas Francesas Libres y contribuyó al esfuerzo de guerra aprendiendo aerodinámica y convirtiéndose en un experto en los perfiles de aire utilizados en las alas de los aviones de combate.
Después de la guerra, Robinson trabajó en Londres, Toronto, Jerusalén y finalmente en la Universidad de California en Los Ángeles, donde llegó en 1962. 

## Teoría de modelos
Se dio a conocer por su enfoque de utilizar los métodos de la lógica matemática para atacar problemas de análisis y álgebra abstracta. Introdujo muchas de las nociones fundamentales de la teoría de modelos. Utilizando estos métodos, encontró una forma de usar la lógica formal para mostrar que hay modelos no estándar autoconsistentes del sistema de números reales que incluyen números infinitos e infinitesimales. Otros, como Wilhelmus Luxemburg, mostraron que los mismos resultados se podían alcanzar usando ultrafiltros, lo que hizo el trabajo de Robinson más accesible a los matemáticos que carecían de formación en lógica formal. El libro de Robinson Análisis no estándar se publicó en 1966. Robinson se interesó mucho por la historia y la filosofía de las matemáticas y a menudo comentó que quería meterse en la cabeza de Leibniz, el primer matemático que intentó articular claramente el concepto de los números infinitesimales.
Después de trabajar en la UCLA, fue contratado por la Universidad de Yale, mudándose a Nueva Inglaterra en 1967. En 1973 fue elegido como miembro del Instituto de Estudios Avanzados. Murió de cáncer de páncreas en 1974. 

## Publicaciones
- Robinson, Abraham (1963), Introduction to model theory and to the metamathematics of algebra, Amsterdam: North-Holland, ISBN 978-0-7204-2222-1, MR 0153570.
- Lightstone, A. H.; Robinson, Abraham (1975), Nonarchimedean Fields and Asymptotic Expansions, North-Holland, ISBN 978-0-7204-2450-8.
- Robinson, Abraham (1977 (1ª ed. 1956)),  Keisler, H. Jerome, ed., Complete theories, Studies in Logic and the Foundations of Mathematics (2nd edición), Amsterdam: North-Holland, ISBN 978-0-7204-0690-0, MR 0472504.
- Robinson, Abraham (1979),  Keisler, H. Jerome, ed., Selected papers of Abraham Robinson. Vol. I Model theory and algebra, Yale University Press, ISBN 978-0-300-02071-7, MR 533887.
- Robinson, Abraham (1979),  Luxemburg, W. A. J.; Körner, S., eds., Selected papers of Abraham Robinson. Vol. II Nonstandard analysis and philosophy, Yale University Press, ISBN 978-0-300-02072-4, MR 533888.
- Robinson, Abraham (1979),  Young, A. D., ed., Selected papers of Abraham Robinson. Vol. III Aeronautics, Yale University Press, ISBN 978-0-300-02073-1, MR 533889.
- Robinson, Abraham (1996 (1ª ed. 1966)), Non-standard analysis, Princeton Landmarks in Mathematics (2nd edición), Princeton University Press, ISBN 978-0-691-04490-3, MR 0205854.